# Rheumaptera matsumurai
Rheumaptera matsumurai är en fjärilsart som beskrevs av Inoue 1977. Rheumaptera matsumurai ingår i släktet Rheumaptera och familjen mätare. Inga underarter finns listade.